# Ballottaggio
Per ballottaggio, ufficialmente anche scrutinio di ballottazione, s'intende la votazione a confronto diretto tra due candidati; rappresenta l'ultima fase di una elezione.
In questo caso ha luogo quando nelle votazioni precedenti nessuno dei candidati ha ottenuto la maggioranza stabilita come necessaria per l'elezione e consiste in una nuova convocazione del corpo elettorale con la scelta stavolta limitata ai soli due – o il numero superiore stabilito dalla normativa – candidati che, fino a quel momento, abbiano ottenuto il maggior numero di voti, ovvero a quei candidati che abbiano superato la prestabilita cifra elettorale. Dopo il ballottaggio viene eletto il candidato che riporti la maggioranza, anche relativa, dei voti validamente espressi. In caso di parità assoluta di voti anche dopo il ballottaggio, la gran parte delle normative prevede che risulti eletto il candidato più anziano d'età.
Istituto generalmente previsto dal diritto di molti stati moderni, è talora utilizzato anche nel diritto privato come ultima risorsa per ottenere l'elezione di organi interni di un'associazione o di una società.

## Etimologia
Il termine deriverebbe dal fiorentino ballotta, sinonimo di castagna. Nella Firenze medievale, infatti, esisteva la Torre della Castagna, nella quale si riunivano i Priori delle Arti per decidere e votare riguardo alle tematiche più importanti. Queste votazioni si svolgevano in conclavi lunghi anche intere giornate senza influenze dall'esterno e nei quali il voto consisteva nel porre delle castagne in uno dei sacchetti che simboleggiavano le varie possibilità. Poi, in rapporto al numero dei votanti si stabiliva il sacchetto con più castagne e, di conseguenza, la decisione scelta per maggioranza. Da qui l'uso ancora attuale nelle elezioni di definire ballottaggio la scelta tra due o più candidati.
Secondo un'altra fonte, probabilmente vera e in ogni caso separata dall'origine toscana, il nome deriva dal sistema elettorale del doge di Venezia, che era costituito da una complessa successione di passaggi che alternava la determinazione diretta degli elettori del doge e la loro nomina attraverso l'estrazione casuale di "balòte", sfere dorate e argentate, che venivano utilizzate esclusivamente a tale scopo. In altri ambiti, ad esempio quello ecclesiastico, questo sistema di voto consisteva nell'inserire nell'urna una delle due palline, diverse per materiale o colore (bianca o nera), che ogni votante aveva a disposizione; la maggioranza di un colore rispetto all'altro determinava l'esito della votazione. Quando gli americani prima (nel 1776, a seguito della loro rivoluzione) e i francesi poi (nel 1789) dovettero dotarsi di un sistema elettorale, presero spunto da quello veneziano. Per questo ancora oggi l'elezione del presidente degli Stati Uniti d'America prevede l'utilizzo di "Grandi elettori", derivazione del sistema in uso nella Serenissima. Per lo stesso motivo l'urna elettorale, nei paesi anglofoni, è chiamata ballot box, esattamente come la cassa delle ballotte utilizzata a Palazzo Ducale.

## Nel mondo

### Italia
In Italia, il regolamento del Senato della Repubblica prevede che l'elezione del presidente dell'assemblea abbia luogo mediante ballottaggio fra i due candidati più votati nella precedente elezione qualora, non raggiunta la maggioranza assoluta dei senatori in carica nelle prime due votazioni, sia mancata anche la maggioranza dei voti – schede bianche comprese – espressi dai presenti alla terza votazione. È eletto presidente il candidato che ottenga la maggioranza, anche relativa. Se vi è parità di voti – nel terzo scrutinio – fra due senatori, oltre al primo che abbia mancato la maggioranza assoluta, ovvero fra i due candidati al turno di ballottaggio, accede al ballottaggio medesimo ovvero è eletto presidente il candidato più anziano d'età. Un meccanismo simile è previsto per l'elezione del presidente della Corte costituzionale.
Dal 1993, anno in cui è stata introdotta l'elezione diretta dei sindaci, nei comuni con almeno 15 000 abitanti il primo cittadino viene eletto mediante ballottaggio fra i due candidati più votati al primo turno qualora nessuno dei candidati ottenga la maggioranza assoluta dei voti validamente espressi (senza contare, dunque, le schede bianche e nulle). Il secondo turno ha luogo dopo quattordici giorni dal primo.
Per i comuni con meno di quindicimila abitanti, invece, è previsto che l'elezione del sindaco abbia luogo a maggioranza relativa dei voti validamente espressi. È tuttavia possibile il ballottaggio nel caso – raro ma storicamente verificatosi – in cui i due candidati più votati al primo turno abbiano ottenuto la stessa identica cifra elettorale. Se l'evento si ripete quattordici giorni dopo, risulta eletto, come da principio consolidato, il candidato più anziano d'età.
Il ballottaggio a livello regionale è stato previsto nell'elezione del 1995, nella quale la designazione del presidente della giunta regionale a suffragio universale e diretto avvenne soltanto de facto mediante l'elezione, da parte del nuovo consiglio regionale, del candidato consigliere eletto nel collegio unico regionale in qualità di "capolista" della coalizione vincente. Dal 2000 vige l'effettiva elezione diretta del presidente regionale, la quale ha luogo a maggioranza relativa. Nella sola regione Toscana, a partire dal 2015, è però previsto un turno di ballottaggio tra i due candidati più votati nel caso in cui nessun candidato raggiunga il 40% dei voti.

### Francia
La carica politica più importante in Francia la cui elezione avviene solitamente a seguito di ballottaggio è quella del presidente della Repubblica.
La Costituzione francese, dopo la modifica del 1962 all'originario testo gollista del 1958 che diede vita alla cosiddetta Quinta Repubblica, prevede che l'elezione del presidente debba avvenire a maggioranza assoluta; se essa manca è convocato, quattordici giorni dopo, il ballottaggio fra i due candidati più votati nel primo turno. Tale eventualità si è, finora, sempre verificata.
Il sistema a doppio turno è previsto in Francia anche per l'elezione dei deputati all'Assemblea nazionale. La legge elettorale prevede la suddivisione del territorio della Repubblica in tanti collegi uninominali quanti sono i deputati da eleggere. Particolarità del sistema elettorale della Camera politica francese è che, se nessun candidato ha ottenuto la maggioranza assoluta al primo turno, accedono al ballottaggio non solo i due candidati più votati ma tutti i candidati che, nell'ambito del collegio, abbiano ottenuto un numero di voti pari al 12,5% degli aventi diritto al voto (si noti: non dei soli votanti). A differenza del presidente e dei sindaci italiani, il ballottaggio per i deputati - così come quello per i sindaci - ha luogo soltanto sette giorni dopo il primo turno.

### Zimbabwe
Nel 2008, il candidato dell'opposizione alla carica di presidente dello Zimbabwe, Morgan Tsvangirai, che aveva avuto accesso al secondo turno come primo dei due candidati più votati, si è ritirato dal ballottaggio stante il clima di pressioni antidemocratiche nel quale si sarebbe svolto, invocando dal presidente Robert Mugabe il suo annullamento e la costituzione di un governo di unità nazionale sotto l'egida dell'ONU. Il presidente si è opposto confermando il secondo turno, trasformatosi in plebiscito in favore della sua persona e facendo parlare con sarcasmo numerosi osservatori internazionali (come Lucio Caracciolo a Rai News 24) di «invenzione del ballottaggio con un solo candidato».